# Накаґава Сьоко
Накаґава Сьоко (яп. 中川 翔子, Nakagawa Shōko, нар. 5 травня 1985) — японська медіа-персона, співачка, актриса, актриса озвучування, ілюстратор і YouTuber. Також відома під прізвиськом Shokotan (яп. しょこたん), вона найбільш відома як ведуча Pokémon Sunday і як виконавиця початкової теми з аніме Ґуррен Лаґанн.

## Біографія
Народилася в сім'ї актора та музиканта Кацухіко Накаґави, знаменитості в Японії 1980-х років, вона була вихована матір'ю в Накано після смерті її батька від лейкемії в 1994 році. Накаґава знайшла порятунок від хуліганів, зв'язавшись з покемонами, коли була у 5 класі. «Коли я була дитиною, у мене не було друзів, але у мене були покемони».
У книзі Посібник Сьокотан (яп. しょこ☆まにゅ, Shoko Manyu) 2006 року вона написала, що її офіційне ім'я було Сійоко (яп. しようこ) а не Сьоко (яп. しょうこ), яким вона послуговувалася більшу частину свого життя. На момент народження вона з матір'ю була змушена залишитися в лікарні, а тітка по материнській лінії залишилася зареєструвати її в косеках. Передбачене ім'я її матері "Сьоко" (яп. 薔子) було відхилено через 薔 не включено до списку дзьойо кандзі або дзінмейо кандзі, дозволених для використання в японських іменах. Натомість тітка написала Сьоко (яп. しょうこ) хіраганою, але оскільки вона писала дуже швидко, маленьке йо виявилося більшим, ніж передбачалося, і ім'я було записане як Сійоко (яп. しようこ).
Вона дебютувала у сфері розваг у 2001 році, вигравши Гран-прі на конкурсі Popolo Girl Audition, представляючи агентство талантів Джекі Чана. Згодом у програмі «Резиденція Юме-Га-Ока» на SKY PerfectTV!, вона отримала фотокнигу про Джекі Чана від Мідорікави Сьобо, які були гостями шоу. Вона прокоментувала: "Я думала, що він ворог Брюса Лі, мабуть, маючи на увазі Вихід Дракона.

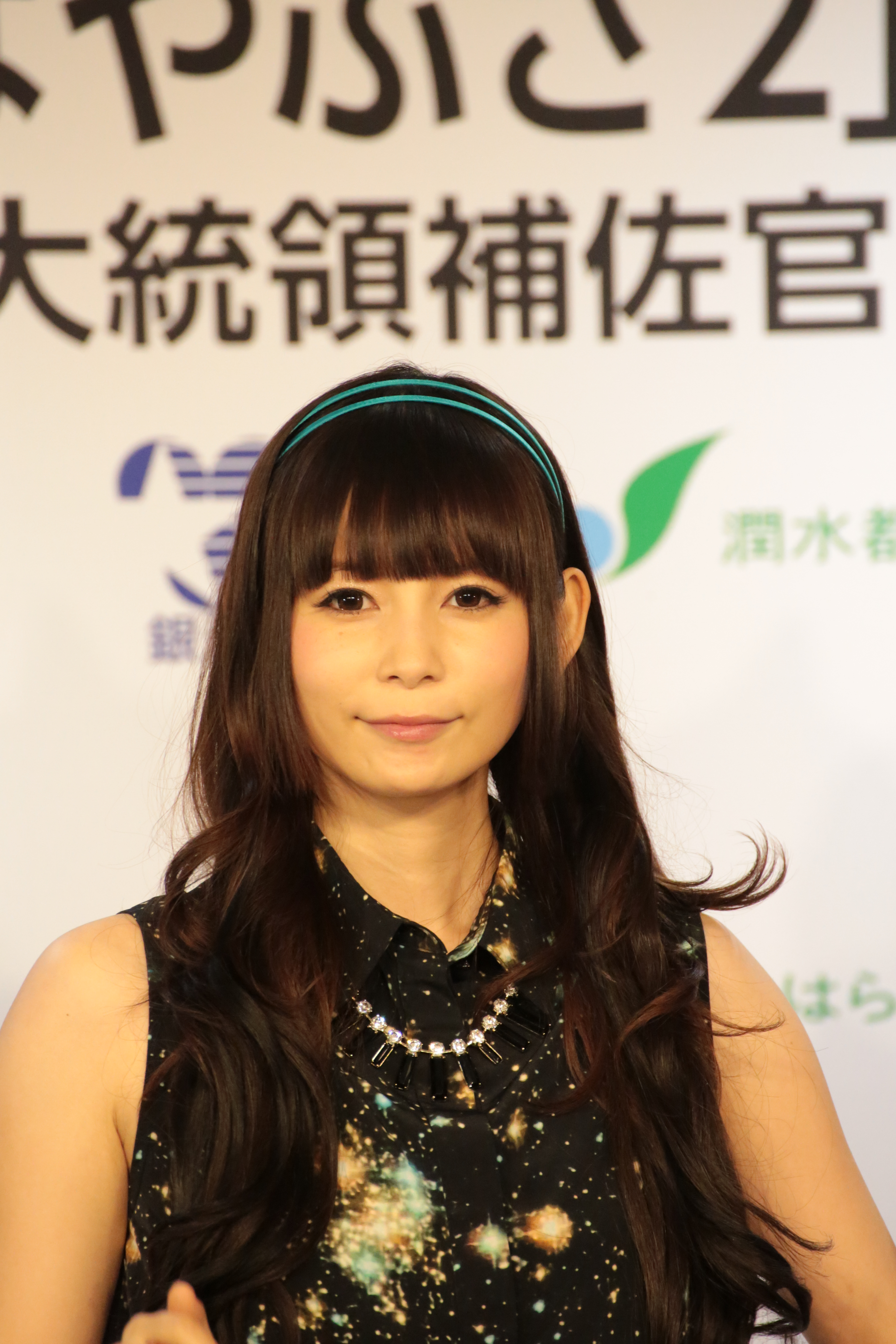
Накаґава у 2013 році

У 2002 році вона була обрана журналом Miss Shōnen.
Її офіційний блог, Shokotan * Blog, був відкритий у 2004 році, і до квітня 2006 року він здобув 100 мільйонів переглядів. 2 лютого 2008 року щоденна японська газета Майніті Сімбун повідомила, що її блог відвідували 1 мільярд разів.
У 2004 році вона з'явилася гостею в 38-му епізоді Tokusou Sentai Dekaranger, після того, як раніше з'явилася дитиною в Chikyuu Sentai Fiveman. Пізніше вона з'явилася з Кацумурою на Men B.
У 2004 році вона з'явилася в короткому розділі «Kangaeru Hito» («Думаючі люди») на телеканалі Fuji TV як ілюстратор, після чого вона регулярно з'являлася в пізнішій версії програми, яка почалася з незначними змінами на початку 2005 року. «Kangaeru Hitokoma» («Думки про один кадр [мультфільму]»). У телевізійному шоу Fuji Kangaeru Hitokoma, де вона час від часу є гостем, вона малювала у стилі Кадзуо Умедзу.
Упродовж одного року, починаючи з травня 2005 року, вона з'являлася як постійний учасник програми TBS «Ōsama no Brunch». У липні 2006 року вона випустила свій дебютний сингл «Brilliant Dream». Він увійшов до чарту Oricon під номером 29, із початковими продажами 6313 примірників. Накаґава виступала на виставці Anime Expo 2008 у конференц-центрі Лос-Анджелеса.
Деякі з її робіт були показані 11 травня 2006 року у випуску Downtown Deluxe в телевізійній мережі Nippon. Вона була членом журі в розділі «Jump Damashii» видання Shueisha Weekly Shonen Jump, починаючи з номера Jump 13 2006 року.
30 травня 2006 року в ефірі «Касупе!», у розділі під назвою Фудзі Гінко Гейнодзін Сатей-Гакарі (яп. フジ銀行 芸能人査定係), «Оцінювач знаменитостей Fuji Bank», було виявлено, що їй подобається манга Като Сіма Косаку, що викликало коментар у ведучої, Саяки Аокі, що вона має досить «дорослі смаки».
У 2009 році вона відкрила магазин під назвою «mmts» з темою свого хобі в Накано Бродвеї.
У 2009—2010 роках вона знялася в серії рекламних роликів Norton AntiVirus.
У березні 2014 року книга автобіографічних нарисів Накаґави Neko no Ashiato («Сліди котячих лап») була опублікована Magazine House. У березні 2015 року книга була адаптована як аніме-серіал під назвою Omakase Mamitasu («Залиште це Мамітасу») на NHK, у якому представлені персонажі, засновані на кішечці Накаґави та її покійних батькові та дідусі.
У 2018 році Накаґава повернулася на Anime Expo, щоб виступити у складі Anisong World Matsuri.
У 2019 році Накаґава виконала пісню "Kaze to Issho ni" (яп. 風といっしょに) з Сатіко Кобаясі, яка була використана як пісня до театрального фільму «Мьюту завдає удару у відповідь: Еволюція»; це кавер на пісню, спочатку виконану Кобаясі, яка була використана як головна пісня до фільму 1998 року «Покемон: Перший фільм».
У 2020 році тимчасова втрата роботи через коронакризу стала переломним моментом, і вона почала розповсюджувати відео на YouTube, окремо від каналу розповсюдження музичних відео, створеного офісом. З тих пір її блог майже не оновлювався.
У 2021 році вона опублікувала своє відео в купальнику на YouTube, і за два місяці стала дуже популярною з понад 10 мільйонами переглядів.
28 квітня 2023 року Накаґава оголосила про свій шлюб із людиною, яка не є знаменитістю.

## Фільмографія

### Телебачення
- AXE MUSIC-TV 00 (2003—2004)
- Pokémon Sunday (яп. ポケモン☆サンデー, Pokemon☆Sandē) (2006—2010)
- Tokusou Sentai Dekaranger (яп. 特捜戦隊デカレンジャー, Tokusō Sentai Dekarenjā) (2004) як Фалупіан Яако (поява гостя) Епізод 38
- Isshukan no Koi (яп. 一週間の恋) (2006)
- Hou no Niwa (яп. 法の庭) (2007)
- Honto ni Atta Kowai Hanashi (яп. ほんとにあった怖い話) (2007)
- Shūmatsu no Cinderella Sekai! Dangan Traveler (яп. 週末のシンデレラ 世界!弾丸トラベラー, Shūmatsu-no-shinderera Sekai! DanganToraberā) (2007—2012)
- Waraiga Ichiban (яп. 笑いがいちばん, Waraiga Ichiban) (2007—2010)
- Anmitsu Hime (яп. あんみつ姫) (2008)
- Anmitsu Hime 2 (яп. あんみつ姫2) (2009)
- Pokémon Smash! (яп. ポケモンスマッシュ！, Pokemon Sumasshu!) (2010—2013)
- Pokémon Get TV (яп. ポケモンゲット☆TV, Pokemon Getto Terebi) (2013—2015)
- Gunshi Kanbei (яп. 軍師官兵衛) (2014) як Окіта
- Mare (яп. まれ) (2015)
- Meet Up at the Pokémon House? (яп. ポケモンの家あつまる?, Pokémon no Uchi Atsumaru?) (2015–тепер)
- Yuusha Yoshihiko to Michibikareshi 7-nin (яп. 勇者ヨシヒコと導かれし七人) (2016)
- Anata no Koto wa sore hodo (яп. あなたのことはそれほど) (2017)
- Tokyo Vampire Hotel (яп. 東京ヴァンパイアホテル) (2017)

### Фільми
- Кабуто-О Жук (2005)
- Умедзу Кадзуо: Kyofu Gekijo — Zesshoku (2005)
- Коала Като / Executive Koala (2005)
- Форсаж: Токійський дрифт (2006)
- X-Cross (2007)
- Бойовий ведмідь готичної лоліти (2013)

### Сценічні вистави
- Можливо, щасливий кінець (2020)[19]

### Аніме
| Рік  | Назва                                               | Роль               | Примітка                                                             |
| ---- | --------------------------------------------------- | ------------------ | -------------------------------------------------------------------- |
| 2005 | Щиток для очей 21                                   | Сузуна Такі        |                                                                      |
| 2012 | Свята Сейя Омега                                    | Саорі Кідо / Афіна |                                                                      |
| 2013 | Dragon Ball Z: Битва Богів                          | Йоген-гьо          | плівка                                                               |
| 2013 | Majocco Shimai no Yoyo для Нене                     | Бахіку             |                                                                      |
| 2015 | Dragon Ball Z: Воскресіння «F»                      | Йоген-гьо          | плівка                                                               |
| 2015 | Pretty Guardian Сейлор Мун Кристал Сезон II         | Діана              | НА Чорний Місяць                                                     |
| 2015 | Dragon Ball Super                                   | Йоген-гьо          |                                                                      |
| 2016 | Pretty Guardian Сейлор Мун Кристал Сезон III        | Діана              | ТБ аніме Арка Руйнівників смерті                                     |
| 2017 | Подорож Акіби: анімація                             | Риса Дейба         |                                                                      |
| 2021 | Прекрасна хранителька Сейлор Мун Вічний Фільм       | Діана              | 2-серійний фільм Сезон 4 серіалу Sailor Moon Crystal (Dead Moon arc) |
| 2023 | Маніяк Дзунджі Іто: Японські оповідання про жахливе | Маюмі Санто        | ONA                                                                  |
| 2023 | Прекрасна опікунка Сейлор Мун Космос Фільм          | Діана              | 2-серійний фільм 5 сезон Сейлор Мун Кристал (Shadow Galactica arc)   |

### Фільми про покемонів
- Накаґава також має озвучених персонажів у кожному фільмі про покемонів, починаючи із 2007 року (за винятком Pokémon the Movie: Genesect and the Legend Awakened і Pokémon: Mewtwo Strikes Back—Evolution):

| Рік  | Назва                                                                      | Роль           |
| ---- | -------------------------------------------------------------------------- | -------------- |
| 2007 | Pokémon: The Rise of Darkrai                                               | Макі           |
| 2008 | Pokémon: Giratina &amp; the Sky Warrior                                    | Infy           |
| 2009 | Pokémon: Arceus and the Jewel of Life                                      | Зубчатий Пічу  |
| 2010 | Покемон: Зороарк: майстер ілюзій                                           | доказ          |
| 2011 | Pokémon the Movie: Чорний — Віктіні та Решірам і Білий — Віктіні та Зекром | Од             |
| 2012 | Покемон фільм: Кюрем проти меча справедливості                             | Келдео         |
| 2014 | Pokémon the Movie: Diancie and the Cocoon of Destruction                   | Мілліс Стіл    |
| 2015 | Pokémon the Movie: Hoopa and the Clash of Ages                             | Мері           |
| 2016 | Покемон фільм: вулканіон і механічне диво                                  | Racel          |
| 2017 | Фільм Покемон: Я обираю тебе!                                              | Медсестра Джой |
| 2018 | Фільм Pokémon: The Power of Us                                             | Ріку           |
| 2020 | Фільм Покемон: Таємниці джунглів                                           | Карен          |

### Відеоігри
- Dragon Quest Heroes (2015) — Алена[24]
- Dragon Quest Heroes II (2016) — Алена[24]
- Toukiden 2 (2016) — Гвен[25]
- Itadaki Street: Dragon Quest and Final Fantasy 30th Anniversary (2017) — Алена[26]
- Kingdom Hearts III (2019) — Рапунцель[24]

### Японський дубляж

#### Жива дія
- Мун Гин Йон
  - Невинні кроки — Чан Че Мін
  - Моя маленька наречена — Бо Еун
- Сайлент Хілл (2006) — Алесса Гіллеспі (озвучка Джодель Ферланд)[27]
- Трансформери: Час вимирання (2014) — Тесса Єгер (озвучка Ніколи Пельц)[28]
- Ра. Один (2015) — Дезі/Досал (озвучка Пріянки Чопри)
- Веном (2018) — Енн Вейінг (озвучка Мішель Вільямс)[29]
- Веном 2: Карнаж (2021) — Енн Вейінг (озвучка Мішель Вільямс)[30]

#### Анімація
- Заплутана історія (2017—2020) — Рапунцель
- Заплутана історія (2010) — Рапунцель
- Ральф-руйнівник 2: Інтернетрі (2018) — Рапунцель[31]
- Кіт у чоботях 2: Останнє бажання (2023) — Золотовласка[32]

## Дискографія
Сьоко Накаґава підписала контракт із Sony Japan.

### Сингли
| Назва | Дата випуску      | Продажі першого тижня | Загальний обсяг продажів | Інформація |
| --- | ----------------- | --------------------- | ------------------------ | --- |
| «Brilliant Dream» | 5 липня 2006      | 6,313                 | 10,459                   | Відкриття теми дляYoshimune |
| "Полунична мелодія" (яп. ストロベリmelody, Sutoroberi Merodi)                                                                                          | 14 лютого 2007    | 10,023                | 15,784                   | Тема для програми ТБС Pokémon Sunday theme song and Wanagona theme song. |
| "Дні Сорайро" (яп. 空色デイズ, Sorairo Deizu, "Sky Blue Days")                                                                                         | 27 червня 2007    | 30,517                | 67,453                   | Відкриття теми для Tengen Toppa Gurren Lagann |
| «Snow Tears» | 30 січня 2008     | 26,068                | 43,450                   | Кінцева тема для Hakaba Kitaro |
| «Shiny Gate» | 6 серпня 2008     | 13,564                | 20,316                   | Тематична пісня для Tokyo OnlyPic 2008 [Архівовано 13 січня 2010 у Wayback Machine.] |
| "Цудзуку Секай" (яп. 続く世界, "The World Continues")                                                                                                  | 10 вересня 2008   | 32,906                | 49,368                   | Пісня закінчення аніме Tengen Toppa Gurren Lagann: Guren-hen |
| "Кирей в моді" (яп. 綺麗ア・ラ・モード, Kirei A Ra Mōdo, "Beautiful à la Mode")                                                                        | 22 жовтня 2008    | 13,758                | 20,236                   | Рекламна пісня для Fujiya Look Royal Mode |
| "Наміда но Тане, Егао но Хана" (яп. 涙の種、笑顔の花, "Seed of Tears, Flower of Smile")                                                                | 29 квітня2009     | 23,383                | 38,932                   | Кінець пісні Ґуррен Лаґанн |
| "Кокоро без антени" (яп. 心のアンテナ, Kokoro no Antena, "Antenna of the Heart")                                                                       | 15 липня 2009     | 13,533                | 21,954                   | Кінець пісні Pokémon: Arceus and the Jewel of Life. Спеціальне видання окремих функцій "Мое йо, Гізамімі Пічу!" (яп. もえよ ギザみみピチュー!, Moeyo Gizamimi Pichū!, "Get Fired Up, Spiky-Eared Pichu!"), an ending song for Pokémon the Series: Diamond and Pearl |
| "Arigatō no Egao" (яп. 「ありがとうの笑顔」, "Thank you Smile")                                                                                        | 14 жовтня 2009    | 12,407                | 15,027                   | Містить фінальну пісню японської версії Cloudy with a Chance of Meatballs («Rainbow Forecast») and Shokotan's version of Yawara!A Fashionable Judo Girl second opening song («Ame ni Kiss no Hanataba o»).                                                          |
| «RAY OF LIGHT» | 28 квітня 2010    | 12,977                | 22,637                   | П'ята фінальна тема для Сталевий алхімік |
| "Літаючий гуманоїд" (яп. フライングヒューマノイド, Furaingu Hyūmanoido)                                                                                | 18 серпня 2010    | 13,217                | 17,729                   | Відкриття теми для Occult Academy |
| «Сакурайро» (яп. 桜色, «Cherry Blossom Pink») | 6 квітня 2011     | 6,506                 | 9,006                    | Оригінальна пісня |
| "Цуйоґарі" (яп. つよがり, "Show of Courage") | 8 червня 2011     | 12,729                | 15,212                   | Друге закінчення теми для Beelzebub |
| «Гороскоп» (яп. ホロスコープ, Horosukōpu) | 11 січня 2012     |                       | 8,156                    | Тематична пісня для телешоу Uchikuru!? |
| «Дзоку Контон» (яп. 続混沌, «Continued Chaos») | 5 червня 2013     |                       | –                        | Тематична пісня для гри Sennen Yusha: Tokiwatari no Tomoshibito |
| «Sakasama Sekai/Once Upon a Time (Kibō no Uta)» (яп. さかさま世界/Once Upon a Time -キボウノウタ-, «Upsidedown World/Once Upon a Time (Song of Hope)») | 11 грудня 2013    |                       | –                        | «Sakasama Sekai» як пісня для гри Puzzle & Dragons Z і «Once Upon a Time (Kibō no Uta)» як відкриття для японської трансляції Once Upon a Time |
| "DoriDori" (яп. ドリドリ, "Dream Dream") | 18 лютого 2015    |                       | 16,180                   | Ending theme for Pokémon XY anime |
| «Blue Moon» | 28 листопада 2018 | 19,183                |                          | Друге закінчення теми для Zoids Wild |
| «Furefure» | 9 вересня 2020    | 3,275                 |                          | Друге закінчення теми для Genie Family 2020 |
| «I like you just the way you are.» (君のまんまがいいんだよ)                                                                                            | 9 березня 2022    |                       |                          | Movie Shimajiro «Shimajiro and Kirakira Oukoku no Oujisama» theme song |

### Сингли у співпраці
| Назва                                                                   | Дата випуску      | Продажі першого тижня | Загальний обсяг продажів | Інформація                                                                                                  |
| ----------------------------------------------------------------------- | ----------------- | --------------------- | ------------------------ | --- |
| «Любовний лист із Канади» (яп. カナダからの手紙, Kanada Kara no tegami) | 10 березня 2013   |                       |                          | Тематична пісня Uchikuru!? Відомий артист із Хідеюкі Накаяма                                                |
| "Нуйґулумар З" (яп. ヌイグルマーZ, Nuigurumā Zetto)                     | 22 січня 2014     |                       | –                        | Для фільму «Готична Лоліта Бойовий Ведмідь» Featured artist with Tokusatsu                                  |
| "Кіра-кіра обійти" (яп. キラキラ-go-round)                              | 23 липня 2014     |                       | –                        | Для кіно Bodacious Space Pirates: Abyss of Hyperspace Featured artist with angela                           |
| «PUNCH LINE!»                                                           | 29 квітня 2015    | 15,838                | 22,754                   | Співпраця з Dempagumi.inc. Відкриття теми для Punch Line                                                    |
| "Mugen Blanc/Noir" (яп. 無限∞ブランノワール, Mugen ∞ Buran Nowāru)      | 28 жовтня 2015    |                       | 11,958                   | Collaboration with Sachiko Kobayashi. Theme song for game Mugen Knights                                     |
| «Magical Circle»                                                        | 17 листопада 2017 | –                     | –                        | Співпраця з Technoboys Pulcraft Green-Fund. Друга кінцева пісня для третьої серії Magical Circle Guru Guru. |
| "Містер Дарлін" (яп. ミスター・ダーリン)                                | 7 листопада 2018  | –                     | –                        | За участю художника CHiCO з HoneyWorks                                                                      |
| "Кадзе до Ісшо ні" (яп. 風といっしょに)                                 | 10 липня 2019     | –                     | –                        | Співпраця з Сатіко Кобаясі. Головна пісня для аніме-фільму Pokémon the Movie: Mewtwo Strikes Back EVOLUTION |

### Обкладинки альбомів
| Назва | Дата випуску    | Розпродажі першого тижня | Загальний обсяг продажів |
| --- | --------------- | ------------------------ | ------------------------ |
| Shokotan Cover: Anison ni Koi o Shite. (яп. しょこたん☆かばー ～アニソンに恋をして。～, Shokotan Kabā ~Anison ni Koi o Shite.~, "In Love with Anime Songs.") | 2 травня 2007   | 12 579                   | 31,501                   |
| Shokotan Cover Cover: Anison ni Ai o Komete!! (яп. しょこたん☆かばー×2 ～アニソンに愛を込めて!!～, Shokotan Kabā Kabā ~Anison ni Ai o Komete~, "Full of Love for Anime Songs!!") | 19 вересня 2007 | 17 836                   | 23,964                   |
| Shokotan Cover 3: Anison wa Jinrui o Tsunagu (яп. しょこたん☆かばー 3 ～アニソンは人類をつなぐ～, Shokotan Kabā 3 ~Anison wa Jinrui o Tsunagu~, "Anime Songs Connect Mankind") | 10 березня 2010 | 15,343                   | –                        |
| Shokotan Cover 4-1: Shoko Idol Hen (яп. しょこたん☆かばー4-1 ～しょこ☆ドル篇～, Shokotan Kabā 4-1 ~Shoko Doru Hen~, «Shoko Idol Part») | 12 жовтня 2011  |                          |                          |
| Shokotan Cover 4-2: Shoko Rock Hen (яп. しょこたん☆かばー4-2 ～しょこ☆ロック篇～, Shokotan Kabā 4-2 ~Shoko Rokku Hen~, «Shoko Rock Part») | 12 жовтня 2011  |                          |                          |
| «Tokyo Shoko Land 2014: RPG-teki Michi no Kioku» Shokotan Cover Bangaihen Produced by Kohei Tanaka (яп. 「TOKYO SHOKO☆LAND 2014 ～RPG的 未知の記憶～」しょこたん☆かばー番外編 Produced by Kohei Tanaka, «Tokyo Shoko Land 2014: RPG with Unknown Memories» Shokotan Cover Extra Version Produced by Kohei Tanaka) | 24 вересня 2014 |                          |                          |

### Мініальбоми
| Назва | Дата випуску   | Розпродажі першого тижня | Загальний обсяг продажів |
| --- | -------------- | ------------------------ | ------------------------ |
| nsum: Shoko Nakagawa has Been Tried in Singing! (яп. nsum～中川翔子がうたってみた！～, nsum ~Nakagawa Shoko ga Utatte Mita!~) | 15 серпня 2012 |                          | 7,775                    |
| УЧІ-ШІГОТО, СОТО-ШІГОТО!! | 9 січня 2013   |                          |                          |

### Найкращі альбоми
| Назва                                                                | Дата випуску   | Розпродажі першого тижня | Загальний обсяг продажів |
| -------------------------------------------------------------------- | -------------- | ------------------------ | ------------------------ |
| Shokotan Best (яп. (しょこたん☆べすと——(°∀°) ——!!), Shokotan☆Besuto) | 2 травня 2012  |                          | 14,203                   |
| Super Shokotan Best (超！しょこたん☆べすと――(°∀°)――!!)               | 22 лютого 2023 |                          |                          |

### Альбоми
| Назва                 | Дата випуску    | Розпродажі першого тижня | Загальний обсяг продажів |
| --------------------- | --------------- | ------------------------ | ------------------------ |
| Великий Вибух!!!      | 19 березня 2008 | 32,612                   | 45,793                   |
| Чарівний час          | 1 січня 2009    | 26,197                   | 40 015                   |
| Космічна інфляція     | 6 жовтня 2010   | 14 453                   | 21 459                   |
| 9життя                | 2 квітня 2014   | –                        | –                        |
| RGB ~справжній колір~ | 4 грудня 2019   | –                        | –                        |

### Інші пісні
- «Моейо Гіза Мімі Пічу!» (Закінчення для Pokémon the Series: Diamond and Pearl)
- «Дорі Дорі» (закінчення для Pokémon the Series: XY)
- «Кадзе то іссю ні» (завершення Pokémon: Mewtwo Strikes Back—Evolution)
- «Тайпу: Вайрудо» (завершення серії Pokémon: Sun & Moon)

## Друковані медіа

### Фотокниги
| Назва | Дата випуску      | Видавець              | ISBN                   | Фотокнига інформація                                                                                          |
| --- | ----------------- | --------------------- | ---------------------- | --- |
| Jewel Box | 1 квітня 2004     | Ascom                 | ISBN 978-4-7762-0147-2 | Перша фотокнига                                                                                               |
| У таємничому заціпенінні (яп. 不思議に夢中, Fushigi ni Muchū)                                                                                      | 25 липня 2005     | Wani Magazine         | ISBN 978-4-89829-798-8 | Друга фотокнига                                                                                               |
| Shoko et Mikanne (яп. 中川翔子x蜷川実花（しょこれみかんぬ）, Shokoremikanu)                                                                        | 15 квітня 2007    | Wani Books            | ISBN 978-4-8470-3000-0 | Третя фотокнига                                                                                               |
| Shoko a la mode (яп. しょこア・ラ・モード—, Shokoa ra mōdō)                                                                                        | 25 листопада 2008 | Shufu-to-Seikatsu-sha | ISBN 978-4-391-13707-1 | Інструкція з використання косметики/одягання ляльки                                                           |
| Ескіз дива – Накагава Сьоко, ілюстрація Сакухінсю (яп. ミラクルスケッチ 中川翔子イラスト作品集, Miracle Sketch – Nakagawa Shoko Illust Sakuhinshu) | 23 січня 2010     | Yosensha              | ISBN 978-4862485137    | Колекція ілюстрацій Сьоко Накагави                                                                            |
| Накагава Сьоко Моногатарі – Дні Сораіро (яп. 中川翔子物語~空色デイズ~)                                                                             | 16 липня 2010     | Kodansha              | ISBN 978-4063642742    | Манґа про життя Сьоко Накагави з її дитинства. Обмежене видання містить додаткову книгу з малюнками та пенал. |
| Shoko Nakagawa x Mika Ninagawa Photobook «Shoko et Mikanne2» (яп. 中川翔子×蜷川実花写真集 『 しょこれみかんぬ 2 』)                                | 28 січня 2011     | Wani Books            | ISBN 978-4847043390    | Друга співпраця з Мікою Нінаґавою.                                                                            |
| Saipan hatsu, Nakano keiyu Mirai iki-Nakagawa Shoko Giza 10- (яп. サイパン発、中野経由、未来行き 中川翔子 ギザ10)                                  | 30 травня 2012    | Kodansha              | ISBN 978-4-06-364889-8 | |
| Shoko-Pedia Nakagawa Shoko Ongakukatsudo Dai Ikki Kiroku Shu (яп. 中川翔子音楽活動第一期記録集10)                                                  | 25 січня 2013     | Enterbrain            | ISBN 978-4047287440    | Містить інтерв'ю від початку її кар'єри до 2013 року та багато фотографій.                                    |
| Nakagawa Shoko Pokemon ga Ikiru Imi o Oshietekureta Shogakkan Visual Mook (яп. ポケモンが生きる意味を教えてくれた)                                 | 10 липня 2013     | Shogakukan            | ISBN 978-4091032287    | |

### Блоги
| Назва                                                                             | Дата випуску           | Видавець                   | ISBN | Примітки                                       |
| --------------------------------------------------------------------------------- | ---------------------- | -------------------------- | ---- | ---------------------------------------------- |
| Shokotan Official Blog (яп. しょこたんぶろぐ・中川翔子＊オフィシャル BLOG＊)      | 10 жовтня 2005 року    | Книги Гома                 |      | Записи з листопада 2004 по серпень 2005        |
| Shokotan Official Blog 2 (яп. しょこたんぶろぐ・中川翔子＊オフィシャル BLOG 2 ＊) | 10 листопада 2006 року | Книги Гома                 |      | Записи з вересня 2005 по серпень 2006          |
| Shokotan Blog Days of Desire (яп. しょこたんぶろぐ貪欲デイズ)                     | 25 січня 2008 року     | Видавництво Kadokawa Group |      | Записи з жовтня 2006 року по грудень 2007 року |
| Shokotan Blog Cho Donyoku Days (яп. しょこたんぶろぐ 超貪欲デイズ)                | 16 січня 2010 року     | Видавництво Kadokawa Group |      | Записи з березня 2008 по жовтень 2009          |